# Moritz Friedrich von Milckau
Moritz Friedrich von Milckau (* 1670; † 5. August 1740 in Dresden) war ein königlich-polnischer und kurfürstlich-sächsischer General der Kavallerie und Rittergutsbesitzer.

## Leben und Werk
Er stammte aus der sächsischen Adelsfamilie von Milckau. Seine Eltern waren der fürstlich sachsen-altenburgische Kammer- und Hofjunker Christoph Ernst von Milkau († nach 1713) und dessen Ehefrau Sabine Elisabeth von Bärenstein.
Er trat in den Dienst des Dienst des König-Kurfürsten August des Starken und kämpfte in vielen Schlachten in Ungarn, Brabant, Flandern sowie in Polen und Pommern. 1698 am Beginn des Spanischen Erbfolgekrieges war er Oberst eines sächsischen Dragoner-Regiment, dessen Chef er 1701 wurde. Mit diesem kämpfte er in Brabant bis zum Ende des Krieges. Dort wurde er im Oktober 1705 zum Generalmajor und am 26. November 1714 zum Generalleutnant befördert.
Nach dem Krieg kam es 1717 zu einer Militärreform in Sachsen. Bei dieser wurde sein Dragoner-Regiment mit dem Regiment St. Paul zusammengelegt. Der Oberst Birkholz wurde zum Kommandeur des Regiments ernannt. Milckau wurde am 16. Februar 1731 zum General der Kavallerie ernannt. Am Tag der Stiftung  dem 7. Oktober 1736 erhielt er vom König den St.-Heinrichs-Orden. Er war in den letzten Jahren in Abwesenheit des Herzogs von Sachsen-Weißenfeld und des Generals Baudissin war er Kommandeur der Armee. Er starb als solcher in Dresden und wurde auf seinem Gut beerdigt.
Außerdem war er Erb-, Lehn- und Gerichtsherr auf Lebusa und Sorgenfeld und kaufte 1719 von seinem Schwager Caspar Dietrich von Schönberg das Rittergut Kriebstein, welches er bis zu seinem Tod besaß. Er heiratete 1703  Ursula Elisabeth geb. von Schönberg aus dem Haus Pfaffroda (1683–1757). Sie hatten in der Ehe 2 Söhne und 7 Töchter. 1725 stiftete er die Dorfkirche Lebusa. Der älteste Sohn Christoph Friedrich († 1739) starb als Rittmeister der Karabinier-Garde, der zwei Moritz Friedrich ging in fürstlich württembergische Hofdienste. Johanne Eleonore Friederike (* 7. November 1710; † 31. März 1762) heiratete 1729 Moritz Christoph von Zehmen (* 8. Juli 1693; † 1. März 1765).
Als schriftsässiger Rittergutsbesitzer der Rittergüter Lebusa oder Kriebstein nahm von Milckau an den sächsischen Landtagen von 1711 bis 1737 teil: 1711, 1718 und 1722 als Vertreter der Allgemeinen Ritterschaft, 1725, 1728 und 1731 im Weiteren Ausschuss und 1734 bzw. 1737 im Engeren Ausschuss.